# Майазавр
Майазавр (Maiasaura, з грец. μαῖα — «гарна мати» та грец. σαύρα — жін. від σαῦρος, «ящір») — рід великих травоїдних гадрозаврид («качкодзьобих» динозаврів) підродини Saurolophinae, що мешкав на території, сучасного штату Монтана та провінції Альберта, Канада, у верхньокрейдяному періоді (середній та пізній кампан), 86,3—70,6 млн років тому. Maiasaura peeblesorum — скам'янілість-символ штату Монтана.
Перші рештки Maiasaura peeblesorum були зібрані у формації Two Medicine поблизу міста Чуто, штат Монтана, у 1978 році жителькою міста Байнам Лорі Трекслер. Пізніше цей голотипний зразок був описаний Горнером і Макелою в 1979 році.
Назва роду походить від знахідки Маріон Брандвольд у 1978 р. Нею були виявлені яйця, ембріони та дитинчата Maiasaura peeblesorum у гніздоподібній конструкції, відносно недалеко від місця знахідки голотипного екземпляра. Ця знахідка п'ятнадцяти дитинчат у безпосередній близькості від дорослої особини стала першим прикладом батьківської та соціальної поведінки у динозаврів. Це дозволило припустити, що M. peeblesorum вигодовувала своїх дитинчат, допоки вони перебували в гнізді. Подальші роботи в цьому районі привели до відкриття ще більшої кількості яєць динозаврів, що послужило причиною того, що ця місцевість отримала назву «Яєчна гора». Там були відкопані сотні кісток M. peeblesorum.
Майазавр був близько 9 метрів завдовжки. Дитинчата ходили на задніх лапах, дорослі — на четвереньках. Майазавр, ймовірно, був близьким родичем брахілофозавра.

## Історія вивчення
Вперше скелет майазавра знайшли в США в штаті Монтана. Палеонтологи знайшли не тільки гнізда і яйця, а й скелети динозаврів різного віку. В перший рік свого життя дитинча досягало 1 метр у довжину.

## Опис
Майазавр — рослинноїдний динозавр із родини гадрозавридів. Його довжина — 9-10 м, а вага в середньому 4,5 т. Жив майазавр у кінці крейдового періоду приблизно 86,3 — 70,6 млн років тому. Знайшли майазавра в 1979 році в штаті Монтана, (США) Та він вважається офіційним викопним символом штату Монтана. В майазавра була широка морда з дзьобом та щічними мішками, в яких, мабуть, зберігалася їжа для дитинчат[джерело?].

## Палеобіологія

### Захист
Майазаври ходили стадами, та захищалися хвостом[джерело?].

### Піклування про потомство
Самка майазавра захищала дитинчат від хижаків, таких, як троодон. А ще, батьки приносили їм їжу. У гнізді було до 25 яєць. Приблизно на 4 тижні життя вони досягали метра в довжину. У цьому віці кістки таза, хребці та кінцівки тварин ще не були щільно з'єднані між собою. Це означає що дитинчата не могли пересуватися самостійно. Однак їхні зуби були вже досить розвинені, щоб харчуватися рослинністю. Діти залишалися до досягнення певного віку у гнізді.

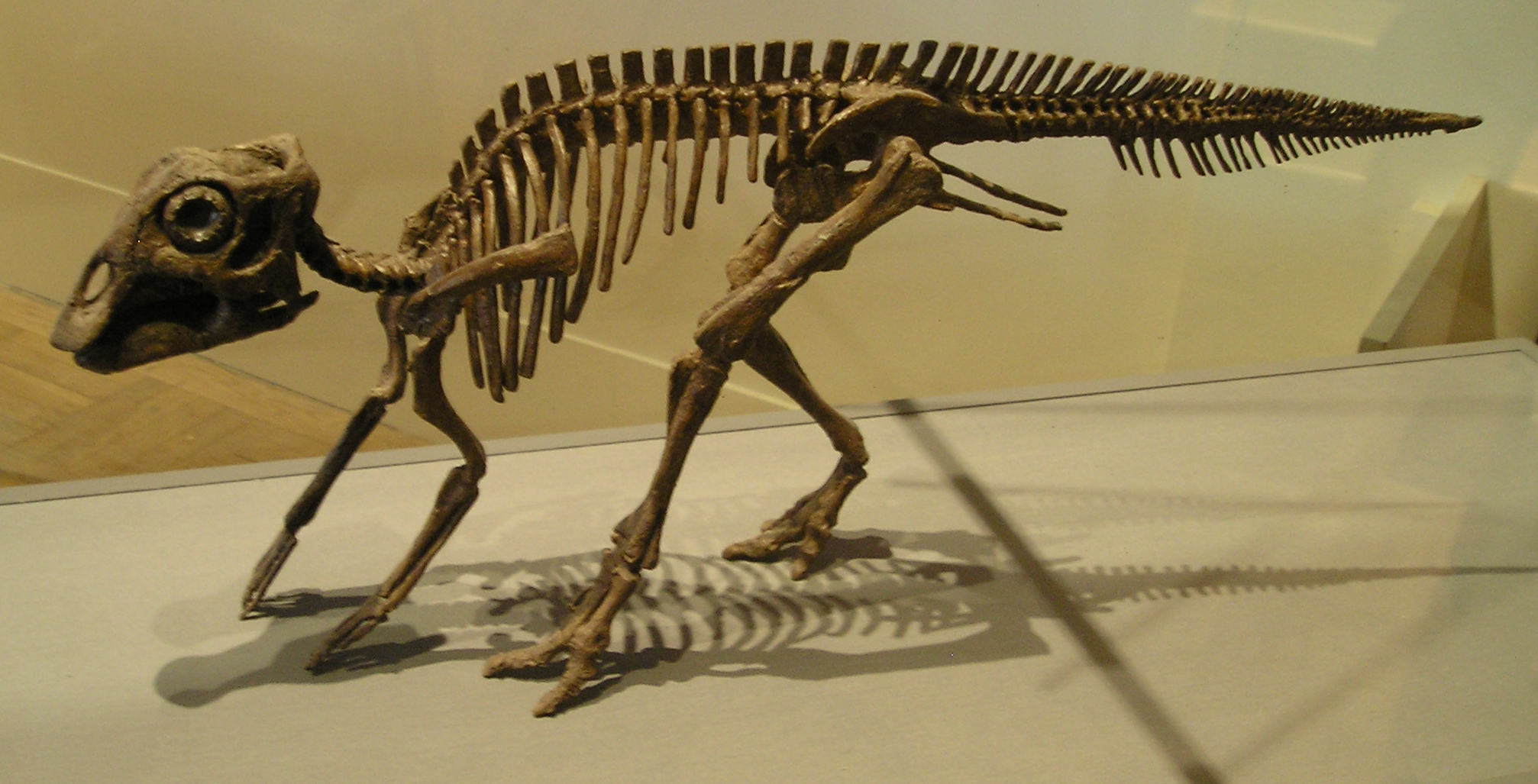
Скелет майазавра
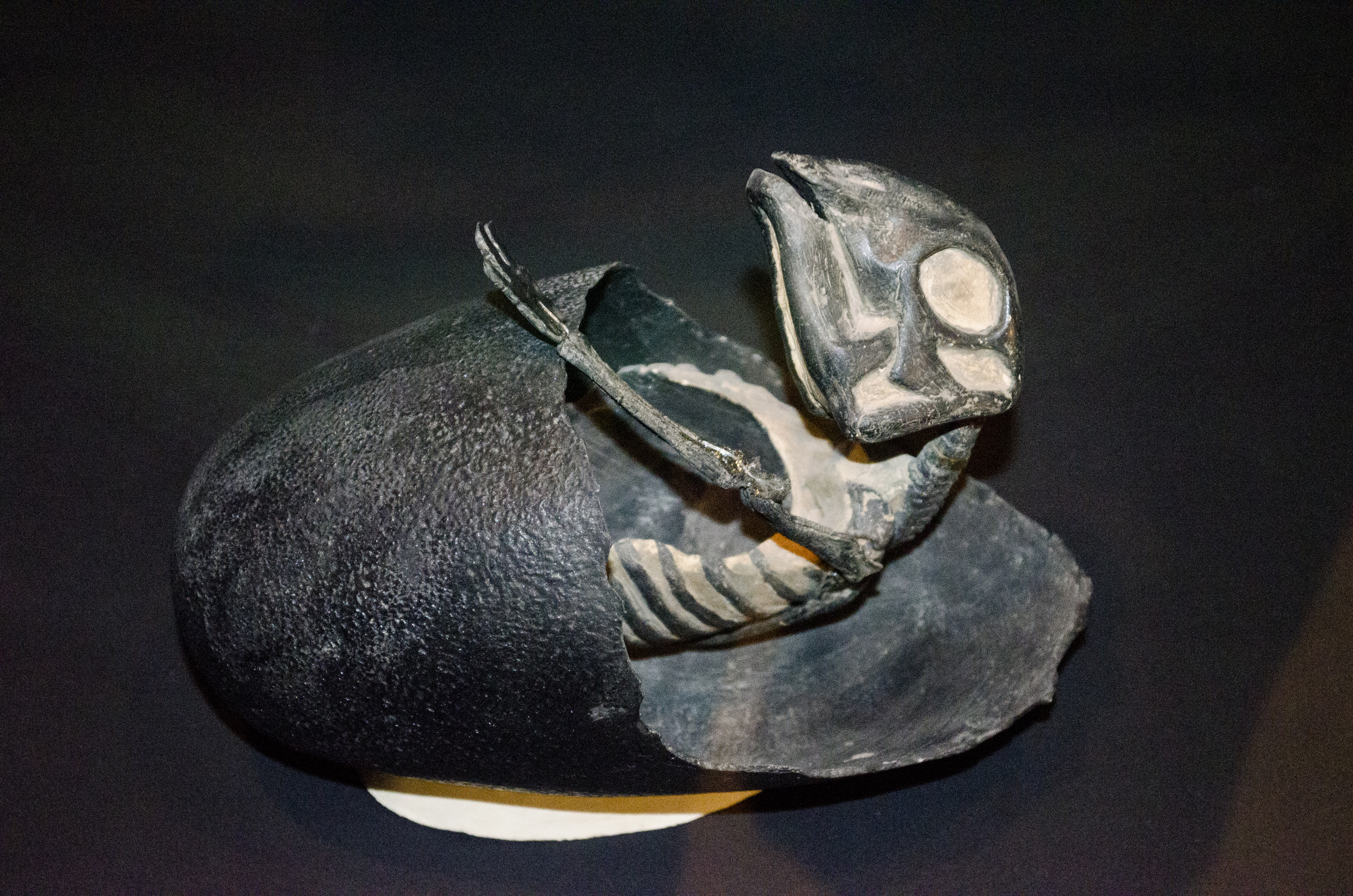
Дитинча майазавра вилуплюється з яйця